# Il bambino di vetro
Il bambino di vetro è un romanzo per ragazzi dell'autore italiano Fabrizio Silei del 2011.
Il libro ha vinto nel 2012 il Premio Andersen nella categoria Miglior libro 9/12 anni e ha ispirato il film del 2020 Glassboy.

## Trama
Pino è un bambino emofiliaco di dieci anni, che vive in una grande villa con parco assieme al padre avvocato, alla madre e alla cameriera Rita. A causa della sua malattia non frequenta la scuola e viene istruito in casa da un precettore privato, Fidenzio; con i suoi coetanei non ha alcun tipo di contatto e dalle finestre della sua casa osserva i giochi di movimento dei ragazzi del quartiere. 
Il padre di Pino capisce il senso di solitudine vissuto dal figlio e, in un giorno nevoso, accompagna il figlio dai ragazzi perché gli facciano tirare una palla di neve, pur con le cautele dovute alla sua condizione. In questo modo Pino fa la conoscenza di Marco e degli altri ragazzi della banda della Piazza Vecchia: è con il primo che instaura un rapporto di amicizia più forte, soprattutto quando Marco è invitato a casa sua e può usare assieme a lui i suoi numerosi giocattoli. 
La nonna materna di Pino, però, non approva il fatto che il nipote frequenti persone di bassa estrazione sociale, e cerca di persuadere figlia e genero con la scusa che nei loro giochi violenti Pino potrebbe ferirsi. La madre di Pino fa in modo che Rodolfo, un bambino di buona famiglia, venga a giocare con Pino, ma i due non si hanno in simpatia; l'avvocato invece manda la suocera a quel paese e licenzia anche Fidenzio, che sospetta abbia fatto la spia per lei. Pino, nella sua qualità di "sentinella", avverte i suoi amici di un'imboscata da parte della banda rivale di Piazza Nuova, correndo pericolosamente fuori di casa. Quest'impresa, unita alla difficoltà d'ingaggiare un nuovo precettore, convince i genitori di Pino a mandare il figlio a scuola con i suoi coetanei. 
Il primo giorno di scuola Pino viene affrontato dal capobanda di Piazza Nuova, ma i suoi amici gli fanno da scudo. A scuola Pino si fa altri amici, come il suo compagno di banco Ermanno o la sua compagna di classe Mara. Un giorno, tornando a casa, viene avvicinato dall'autista di sua nonna, che gli dice che questa si è sentita male e che i suoi genitori sono già da lei. In realtà si tratta solo di uno stratagemma orchestrato dalla nonna per allontanare Pino dalla scuola e dalla sua compagnia: lo tiene prigioniero nella sua villa e gli ridà Fidenzio come precettore.
I genitori di Pino pensano ad un rapimento a scopo di estorsione, ma com'è ovvio non arriva loro alcuna richiesta di riscatto. L'autista della nonna viene però visto da Stefano mentre, in cartoleria, acquista del materiale da disegno per Pino, e decidono d'investigare per proprio conto, scoprendo così il misfatto. Il ritorno di Pino è festeggiato da amici e famigliari, mentre la nonna, divenuta ormai completamente paranoica, viene fatta ricoverare in una struttura per anziani.
Il diario si chiude bruscamente con Pino che ha un'emorragia. Molti anni dopo, Pino, la cui situazione sanitaria è divenuta meno precaria grazie alle cure del plasma, lo riprende in mano. Racconta che si è sposato con Lucia e che con lei ha avuto dei figli, mentre il suo amico Marco, che era diventato ferroviere, è morto travolto da un'auto.

## Personaggi
- Pino: il protagonista e narratore della storia, che trascrive sul suo diario. Ama i romanzi d'avventure e, partecipando ai giochi dei suoi coetanei, sogna di vivere almeno in parte le esperienze di cui ha sempre letto.
- L'avvocato: padre di Pino. Vorrebbe che il figlio riuscisse a fare quante più esperienze come i ragazzini della sua età.
- La madre di Pino: donna molto apprensiva per la salute del figlio.
- Rita: cameriera in casa di Pino.
- Fidenzio: precettore privato di Pino. È un uomo sulla cinquantina, gelosissimo della sua FIAT Topolino che vuol essere alla moda e si comporta in modo servile.
- Marco: ragazzo moro, [...] che a giudicare da come si comporta e da come lo trattano gli altri deve essere una specie di capo.[3]
- Stefano: uno alto, con due grandi orecchie a sventola e la faccia ricoperta di lentiggini.[4]
- Marino: ragazzo grasso e un poco goffo che [...] ha una zazzera di capelli castani che gli copre quasi gli occhi.[3]
- Giampiero: amico dei precedenti, il piccolino.[5]
- Michele: amico dei precedenti, quasi sempre accompagnato dalla sorellina Lucia.
- Maria Margherita Rosaria Guidobaldi nei Serristoli: nonna materna di Pino. Da giovane era un'alpinista e una patita dell'avventura; sposò poi un marchese, da cui ebbe la madre di Pino.
- La signora Eloisa: amica della madre di Pino. È lei a regalare il diario su cui sarà scritta la storia.
- Rodolfo Rambaldi: coetaneo di Pino, di buona famiglia. Tra i due non nasce però la minima simpatia.
- Il dottor Corti, detto da Pino il dottor Emo: medico ematologo che segue Pino per la sua malattia.
- Suor Rachele: suora infermiera che lavora nell'ospedale del dottor Emo.
- Tiberio: capo della banda di Piazza Nuova, un tipo alto e magro, con le gambe secche, le lentiggini, i denti tutti storti e un sorriso da presa in giro sulla faccia
- Ermanno: compagno di banco di Pino a scuola.
- Mara: compagna di classe di Pino, per la quale egli nutre un certo interesse.
- Arganio: anziano giardiniere del padre di Pino.
- Lucia: sorella di Michele, che diventerà la moglie di Pino.

## Edizioni
- Fabrizio Silei, Il bambino di vetro, illustrazioni di Marco Somà, Storie e rime 432, San Dorligo della Valle, Einaudi Ragazzi, 2011, ISBN 978-88-7926-909-4.
- Fabrizio Silei, Il bambino di vetro, illustrazioni di Marco Somà, Storie e rime 594, San Dorligo della Valle, Einaudi Ragazzi, 2015, ISBN 978-88-6656-265-8.